# Kalendarium powstania warszawskiego – 28 sierpnia

## 28 sierpnia, poniedziałek

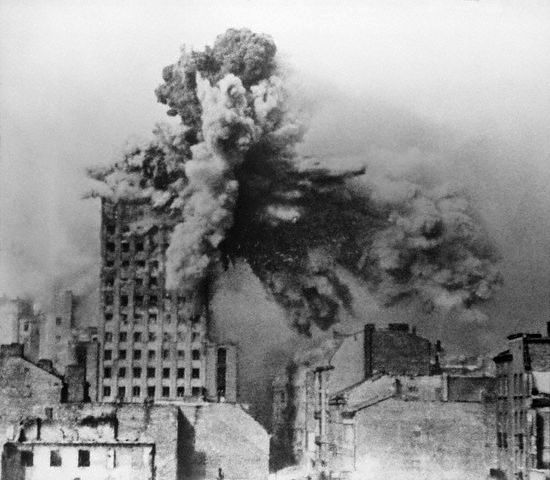
Gmach Prudentialu trafiony pociskiem z niemieckiego samobieżnego moździerza typu Karl-Gerät

Powstańcy od 2 sierpnia bronili wciąż atakowanego przez żołnierzy niemieckich gmachu PWPW, lecz tego dnia, na skutek niemożności zorganizowania dalszej obrony, zmuszeni byli dokonać ewakuacji (podczas której poległ m.in. por. Czesław Lech).
Oddziały nieprzyjaciela liczące 1600 żołnierzy opanowały budynki PWPW. Wzięci do niewoli powstańcy zostali rozstrzelani, ludność cywilną z tego budynku skierowano do garbarni Pfeiffera przy ul. Okopowej. Tam nastąpiła selekcja: osoby starsze, niedołężne lub chore grupa uderzeniowa płk Schmidta rozstrzelała. Od początku walk w obronie PWPW zginęło ok. 100 żołnierzy AK. W szpitalu utworzonym w jego piwnicach pozostało 30 ciężko rannych polskich żołnierzy, którymi opiekowała się dr Hanna Petrynowska. Gdy Niemcy wtargnęli do gmachu, zamordowali ją i rannych.
Grupy powstańcze, którym udało się wycofać z PWPW wzmocniły pozycje przy ul. Zakroczymskiej i Przyrynek.
Próby odzyskania katedry św. Jana.
Pocisk z samobieżnego moździerza typu Karl-Gerät uderzył w wieżowiec Prudential, na którym do końca powstania powiewała polska flaga.
W tym dniu na Starym Mieście przebywało ok. 2000 walczących powstańców (w stanie zupełnego wyczerpania). Płk Karol Ziemski (ps. Wachnowski) zdecydował o przebiciu do Śródmieścia. Tam też w tym czasie skupiły się ataki niemieckie: najtrudniejsza była obrona placu Napoleona (dziś Powstańców Warszawy), część Marszałkowskiej, Świętokrzyskiej, Sienkiewicza i Jasnej. Pozycje w okolicy Dworca Pocztowego, fabryki Bormanna, magazyny Hartwiga (Towarowa), mimo ciężkich ataków pozostawały w rękach polskich.
Mokotowskie oddziały powstańcze kontynuowały ataki w kierunku Łazienek; nie spowodowało to większych zmian. Natarcie Niemców na Sadybę.

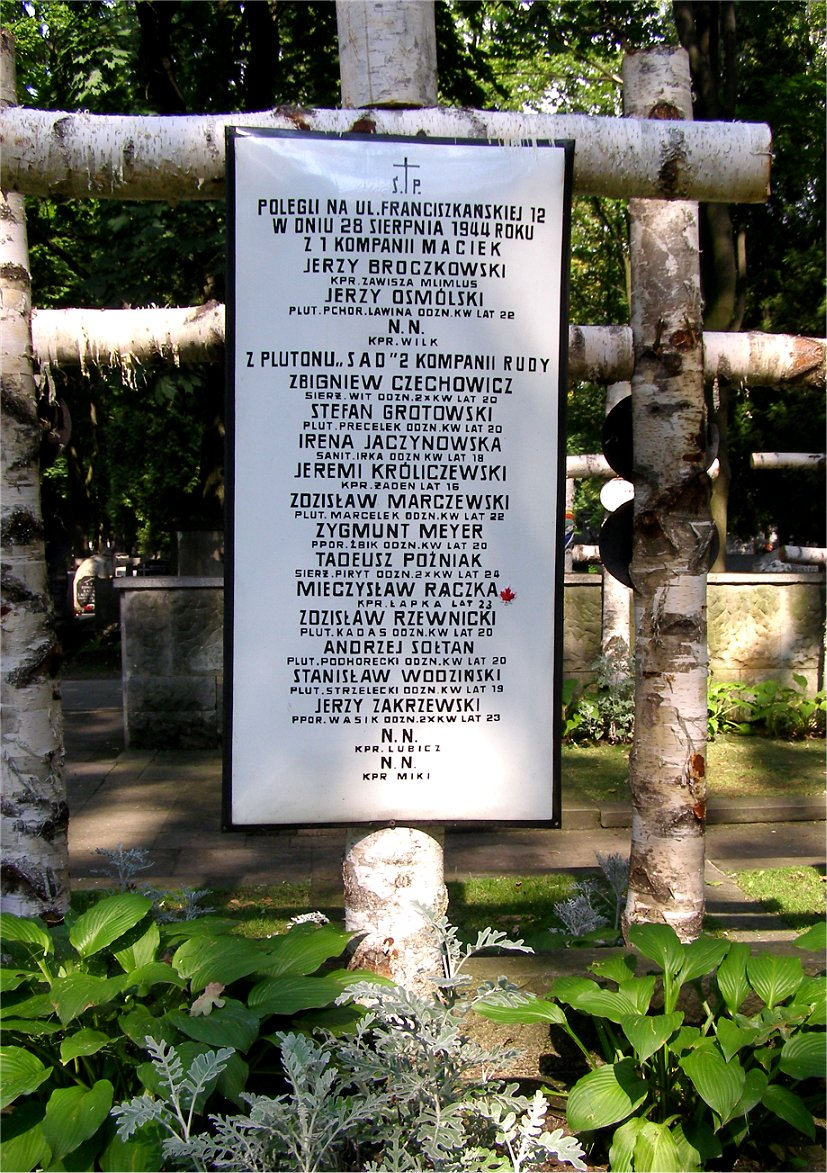
Powązki – polegli przy Franciszkańskiej 12

Z dziennika bojowego 9. Armii niemieckiej:
W Warszawie akcja zredukowania kotła na Starym Mieście czyni postępy. Zdobyto parę bloków mieszkalnych. W południowej części miasta obserwuje się dalsze i ciągłe wzmocnienie powstańców. Zduszenie powstania staje się zadaniem bardzo trudnym, a jego zakończenie z każdym dniem bardziej wątpliwe, zwłaszcza wobec własnych stosunkowo wysokich strat.
W Puszczy Kampinoskiej żołnierze grupy AK „Kampinos” podjęli próbę obrony mieszkańców Małocic przed niemieckimi rekwizycjami. Niewielka potyczka przerodziła się rychło w zacięty bój z udziałem lotnictwa, artylerii i broni pancernej. Obie strony poniosły straty w wysokości kilku zabitych i rannych.
Tego dnia poległ Stanisław Zdzisław Deczkowski ps. Madejski zasypany gruzami domu przy ul. Franciszkańskiej 12 na Starym Mieście.